# Chalé da Praça XV
O Chalé da Praça XV é um dos mais tradicionais bares e restaurantes de Porto Alegre. Localiza-se no Centro Histórico da cidade, na Praça XV de Novembro, nas imediações do Mercado Público e do Paço Municipal. 

## História
O primeiro Chalé foi inaugurado em 22 de novembro de 1885, como um quiosque para venda de sorvetes. Foi reformado em 1909 e 1911, e novamente em 1971, após um incêndio. Foi tombado pelo Patrimônio Histórico Municipal, mantendo contudo sua função de restaurante. Em 1999, junto com a recuperação da praça, o edifício foi restaurado, sendo instalado um restaurante-escola do Senac, especializado em culinária gaúcha.
No dia 11 de janeiro de 2011 o chalé e sua praça foram reinaugurados pela Prefeitura, após a recuperação da sua estrutura e ampliação com um edifício anexo em linhas contemporâneas, ao custo de 1,5 milhão de reais. O chalé tem uma longa tradição em Porto Alegre, e constitui até os dias de hoje uma área de encontros e lazer bastante frequentada no centro da cidade. Mauro Toralles falou um pouco sobre essa história:
"[...] muitas pessoas, ricas em criatividade, passaram por suas cadeiras. Das conversas de fim de tarde, animadas por uma cervejinha gelada, poemas foram gerados. A burguesia cedeu lugar a artistas e intelectuais, que se adonaram do chalé e o mantiveram em efervescência de 1940 até o final dos anos 50. Dali tudo se via, o Mercado Público, a Rua da Bragança, depois Marechal Floriano, a estação dos bondes, as modas, o bulício que ditava o ritmo da Porto Alegre do começo do século 19.
"Escritor, poeta, acadêmico, folclorista, Augusto Meyer foi um dos frequentadores ilustres. Mas foi o grande Mario Quintana que escreveu assim a respeito do que se passava neste fortim de dois andares: 'O chalé fazia parte da gente. Me lembro do Bilo, com o seu perfil perpendicular de cegonho sábio, o longo bico mergulhado – não no gargalo do gomil da fábula, não propriamente no canecão de chop, que era de fato o que estava acontecendo – mas no poço artesiano de si mesmo'.”.

## Características
Construído com elementos desmontáveis de aço, madeira e vidro, seu projeto segue um esquema radiocêntrico. Seu estilo é eclético, e revela a preferência pelo pitoresco da época de sua construção. Encontram-se contudo elementos nitidamente Art Nouveau na decoração, principalmente no gradeamento metálico que cerca a área ao ar livre em torno e fecha o terraço. Os pilares e decorações metálicas, bem como os painéis modulares de madeira e vidro que compõem a fachada, são testemunho das inovações tecnológicas ocorridas na virada do século XX e que influenciaram estilos arquitetônicos.
O pequeno prédio tem dois pavimentos em planta octogonal, mais subsolo e mezzanino, totalizando 195,23 m² de área construída. O térreo é composto pelo salão principal do restaurante, mais uma sala anexa para cozinha e apoio, e o pequeno mezzanino. O piso tem ladrilhos hidráulicos, com motivos geométricos. O piso superior, para o qual se tem acesso através uma escada metálica móvel, mostra uma saleta menor, também octogonal, com telhado ornamentado com lambrequins e contornado por um terraço com grades como parapeito.